# دوري السوبر الأوغندي 1976
دوري السوبر الأوغندي 1976 (بالإنجليزية: 1976 Uganda National League)‏ هو موسم من دوري السوبر الأوغندي. أشرف على تنظيمه اتحاد أوغندا لكرة القدم، وكان عدد الأندية المشاركة فيه 12، وفاز فيه نادي كامبالا سيتي.